# 斯蒂夫·科恩
史蒂夫·科恩（英語：Steve Keen，1953年3月28日—）是澳大利亚经济学家和作家。他将自己称为后凯恩斯主义者，批评新古典经济学前后矛盾、不科学且缺乏实证证据支持。对基恩的经济学思想产生主要影响的有约翰·梅纳德·凯恩斯、卡尔·马克思、海曼·明斯基、皮耶羅·斯拉法、奥古斯托·格拉齐亚尼、瑟夫·阿洛伊斯·熊彼特、托尔斯坦·凡勃伦和弗朗索瓦·魁奈。海曼·明斯基的金融不稳定假说是科恩集中在金融系统不稳定性的数学建模与模拟的经济学研究的基石 。据他自己所说，他是澳大利亚房地产泡沫经济的主要批评者。

## 引用文献
1. ↑  Keen, Steve The Debtwatch Manifesto 2012 http://www.debtdeflation.com/blogs/manifesto/ （页面存档备份，存于）